# Tiassalé
Tiassalé är en ort i Elfenbenskusten. Den ligger i distriktet Lagunes i den södra delen av landet, 110 km söder om huvudstaden Yamoussoukro. Folkmängden uppgår till cirka 20 000 invånare.